# Franz Eckert (Komponist)

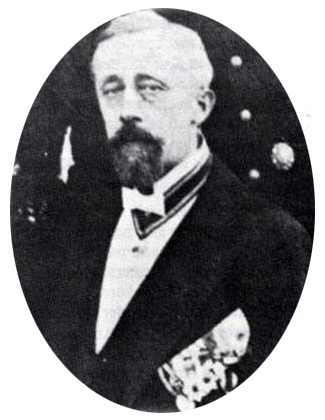
Komponist Franz Eckert

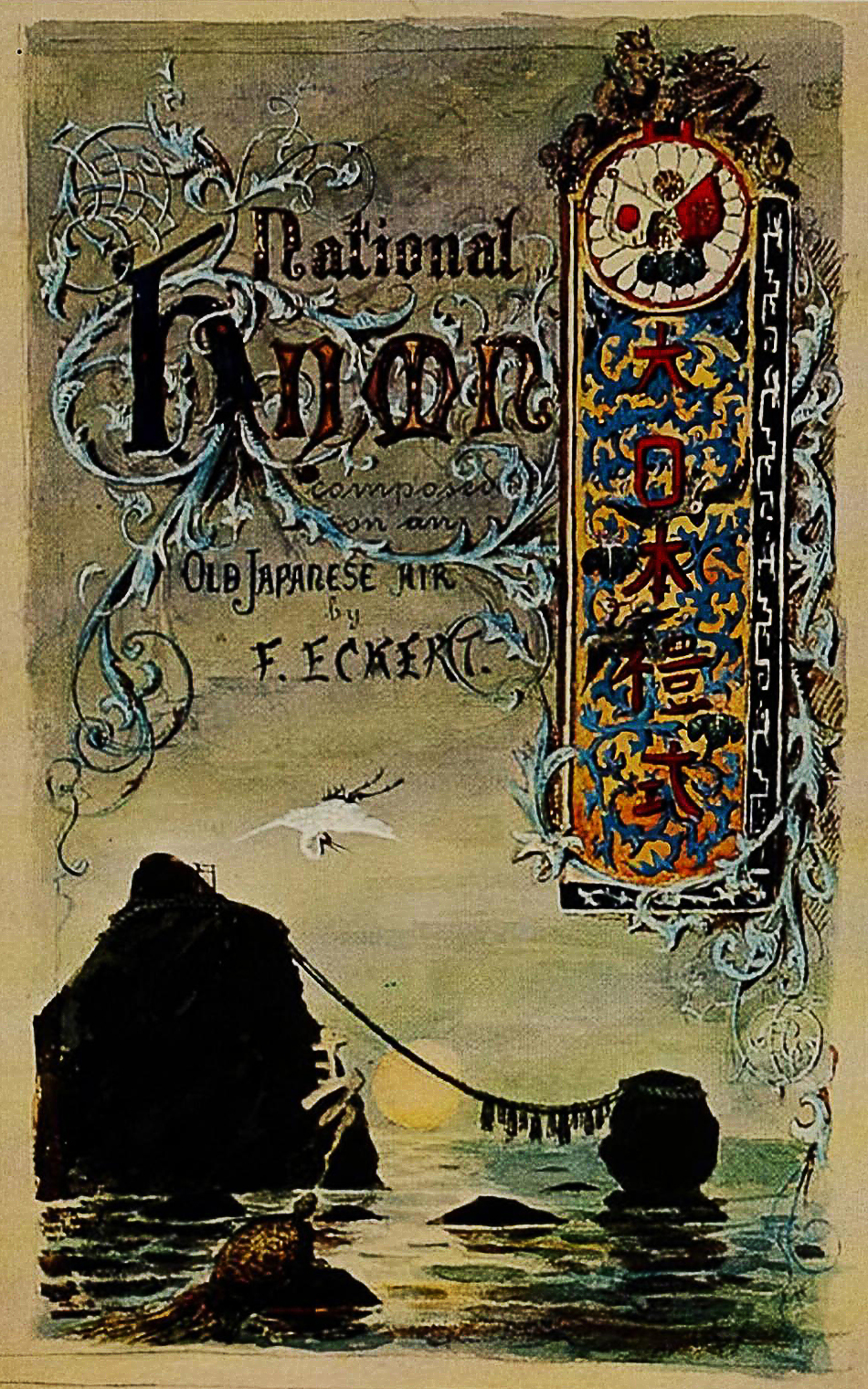
Umschlagentwurf von Curt Adolph Netto für die von Franz Eckert bearbeitete Partitur der japanischen Nationalhymne

Franz Eckert (* 5. April 1852 in Neurode, Landkreis Glatz, Provinz Schlesien; † 6. August 1916 in Keijō, damaliges Japanisches Kaiserreich, heutiges Südkorea) war ein deutscher Komponist und unter anderem Schöpfer der westlichen Fassung der japanischen Nationalhymne Kimi Ga Yo sowie der koreanischen Hymne Daehan jeguk Aegukga.

## Zeit in Deutschland
Franz Eckert war Sohn eines Gerichtsbeamten. Er besuchte verschiedene Schulen und zeichnete sich insbesondere in der Musik aus. Er absolvierte das Konservatorium in Breslau und in Dresden. Anschließend wurde er Militärmusiker in Neisse. Während jener Zeit erhielt er einen Ruf nach Wilhelmshaven, wo er Marine-Kapellmeister werden sollte. Sein Hauptinstrument war Oboe. Da die deutsche Verwaltung einen Musiker für die japanische Marine suchte, wurde Franz Eckert zur Verfügung gestellt. 1879 kam er in Tokio an.

## Wirken in Japan
Westliche Musik war seinerzeit in Japan nahezu unbekannt. Eckert leistete Pionierarbeit, indem er nicht nur die fremden Instrumente, sondern auch westliche Melodien und Harmonien vermittelte. Vom Frühjahr 1880 an führte Eckert als Marinekapellmeister die deutsche Militärmusik ein. Von 1883 bis 1886 war Eckert im Erziehungsministerium für den Musikprüfungsausschuss im Bereich der Blas- und Streichmusik tätig.
Im März 1888 wechselte er zur Abteilung für klassische Musik des kaiserlichen Haus- und Hofministeriums, wo er die Zeremonialmusik Japans kennenlernte. Zwischen 1892 und 1894 arbeitete er nebenberuflich als Lehrer für deutsche Militärmusik bei der Militärkapelle in Toyama. Zu dieser Zeit gründete er auch das Orchester des kaiserlichen Haushalts in Tokio. Die wichtigste Aufgabe jener Zeit war für ihn aber die Herausgabe des Liederbuchs für japanische Grundschulen, deren 2. und 3. Band er verantwortete.
1897 komponierte Eckert anlässlich der Beerdigung der Kaiserinmutter Eisho Kotaigo das Lied Kanashimi no kiwami (Unermesslicher Schmerz), das seit jener Zeit am japanischen Hof bei solchen Anlässen gespielt wird.
Franz Eckert wurde 1880 vom japanischen Marine-Ministerium um Hilfe bei der Entwicklung einer Nationalhymne gebeten, die international akzeptabel und auch auf See spielbar sein sollte. Eckert entschied sich unter mehreren Vorschlägen für eine vermutlich von Oku Yoshiisa und Hayashi Hirosue komponierte, aber von Hayashi Hiromori autorisierte Melodie in der gagaku-Tonart „ichikotsu-rissen“, die etwa dem dorischen Modus der westlichen Kirchentonarten entspricht. Diese harmonisierte er und instrumentierte sie für westliche Militärkapelle. Diese Vertonung der alten Verse Kimi Ga Yo wurde am 3. November anlässlich des Geburtstags des Meiji-Tennō im kaiserlichen Palast erstmals aufgeführt. Das Deckblatt für die bei diesem Anlass überreichten Noten hatte Eckerts Landsmann, der Metallurge Curt Adolph Netto (1847–1909) entworfen. Acht Jahre später wurde die Partitur vom Marine-Ministerium herausgegeben und allgemein bekannt gemacht.
Eckert hat sicher ein großes Verdienst darin, das deutsche Liedgut und die deutsche Musik in Japan nicht nur bekannt, sondern auch populär gemacht zu haben. So werden heutzutage Konzerte der Berliner Philharmoniker im Gegensatz zu Deutschland live nach Japan übertragen.

## Rückkehr nach Deutschland
Am 31. März 1899 trat Eckert aus gesundheitlichen Gründen zurück und begab sich nach Deutschland, wo er kurze Zeit nach seiner Ankunft zum Königlich Preußischen Musikdirektor ernannt wurde.

## Wirken in Korea
Schon seit den achtziger Jahren des 19. Jahrhunderts war man in Korea bestrebt, dem Hof des Kaisers eine Musikkapelle nach westlichem Vorbild zu geben. Auslöser mag vielleicht eine Darbietung der deutschen Marinekapelle am 26. November 1883 gewesen sein, die mit der Korvette Hertha nach Korea kam. Auf Franz Eckert war man auch in Korea aufgrund seiner langjährigen erfolgreichen Tätigkeit in Japan aufmerksam geworden. Und so erhielt er einen Ruf nach Korea – vermittelt durch den deutschen Vertreter in Seoul, Heinrich Weipert –, um dort eine Hofkapelle aufzubauen und Musiker an europäischen Instrumenten auszubilden. Eckerts Gesundheitszustand hatte sich wieder gebessert, so dass er am 19. Februar 1901 dem Ruf nach Korea Folge leistete.
Seine Aufgaben in Korea waren mit denen in Japan vergleichbar. Auch im lange hermetisch abgeschlossenen Kaiserreich Korea kannte man keine westliche Musik. Eckert konnte jedoch auf seine Erfahrungen in Japan zurückgreifen, um die notwendige Basisarbeit zu planen und auszuführen. Er hatte auch bald eine kleine Hofkapelle mit zwei Dutzend Musikern aufgestellt, die er in den folgenden Jahren bis auf 70 Mitglieder steigerte.
Die Kapelle wurde ein großer Erfolg. Sie trat nicht nur regelmäßig bei Hofe auf, sondern musizierte auch jeden Donnerstag im Pagoda-Park. Die in Seoul ansässigen Ausländer nahmen die Gelegenheit dankbar auf, selbstkomponierte Werke Eckerts, aber auch Ouvertüren Richard Wagners zu hören.
Schon zu Beginn seiner Arbeit in Seoul komponierte bzw. bearbeitete Eckert eine koreanische Nationalhymne Daehan jeguk Aegukga, die auf der Melodie eines von Homer Hulbert transkribierten koreanischen Volksliedes beruhte, wobei er einem Auftrag der Regierung folgte. Sie wurde vermutlich am 1. Januar 1902 uraufgeführt. Im Dezember erhielt Eckert daraufhin von Kaiser Gojong den Verdienstorden Tai keuk 3. Klasse verliehen. Diese koreanische Nationalhymne wurde jedoch nach der Eingliederung Koreas in das Japanische Kaiserreich im Jahre 1910 durch die japanische ersetzt, deren Arrangement ja auch von Franz Eckert stammte.
Die heutige nordkoreanische Nationalhymne wurde vom nordkoreanischen Komponisten Kim Won-gyun (1917–2002) geschaffen. Die heutige südkoreanische Nationalhymne ist ein Werk des südkoreanischen Komponisten Ahn Iktae (1905–1965).

## Erster Weltkrieg
Während des Ersten Weltkrieges waren die Mittel beschränkt, so dass die Kapelle verkleinert wurde. Auch hinderten erneute gesundheitliche Probleme Eckert an der weiteren Ausübung seiner Funktionen. Er übergab die Leitung der Kapelle deshalb Anfang 1916 an den ersten Flötisten Pak, den er vorher als Kapellmeister ausgebildet hatte.
Franz Eckert starb nach langer und schwerer Krankheit am 8. August 1916 in Seoul an Magenkrebs. Er liegt auf dem Ausländerfriedhof der Hauptstadt begraben. Bei seinem Begräbnis spielte die von ihm gegründete Hofkapelle.